# BARHL1
BARHL1 (англ. BarH like homeobox 1) – білок, який кодується однойменним геном, розташованим у людей на 9-й хромосомі. Довжина поліпептидного ланцюга білка становить 327 амінокислот, а молекулярна маса — 35 074.
| 10         |  | 20         |  | 30         |  | 40         |  | 50         |
| ---------- |  | ---------- |  | ---------- |  | ---------- |  | ---------- |
| MEGSNGFGID |  | SILSHRAGSP |  | ALPKGDPLLG |  | DCRSPLELSP |  | RSESSSDCSS |
| PASPGRDCLE |  | TGTPRPGGAS |  | GPGLDSHLQP |  | GQLSAPAQSR |  | TVTSSFLIRD |
| ILADCKPLAA |  | CAPYSSSGQP |  | AAPEPGGRLA |  | AKAAEDFRDK |  | LDKSGSNASS |
| DSEYKVKEEG |  | DREISSSRDS |  | PPVRLKKPRK |  | ARTAFTDHQL |  | AQLERSFERQ |
| KYLSVQDRME |  | LAASLNLTDT |  | QVKTWYQNRR |  | TKWKRQTAVG |  | LELLAEAGNY |
| SALQRMFPSP |  | YFYPQSLVSN |  | LDPGAALYLY |  | RGPSAPPPAL |  | QRPLVPRILI |
| HGLQGASEPP |  | PPLPPLAGVL |  | PRAAQPR    |  |            |  |            |

A: Аланін

C: Цистеїн

D: Аспарагінова кислота

E: Глутамінова кислота

F: Фенілаланін

G: Гліцин

H: Гістидин

I: Ізолейцин

K: Лізин

L: Лейцин

M: Метіонін

N: Аспарагін

P: Пролін

Q: Глутамін

R: Аргінін

S: Серин

T: Треонін

V: Валін

W: Триптофан

Задіяний у таких біологічних процесах, як транскрипція, регуляція транскрипції. 
Білок має сайт для зв'язування з ДНК. 
Локалізований у ядрі.